# Orø

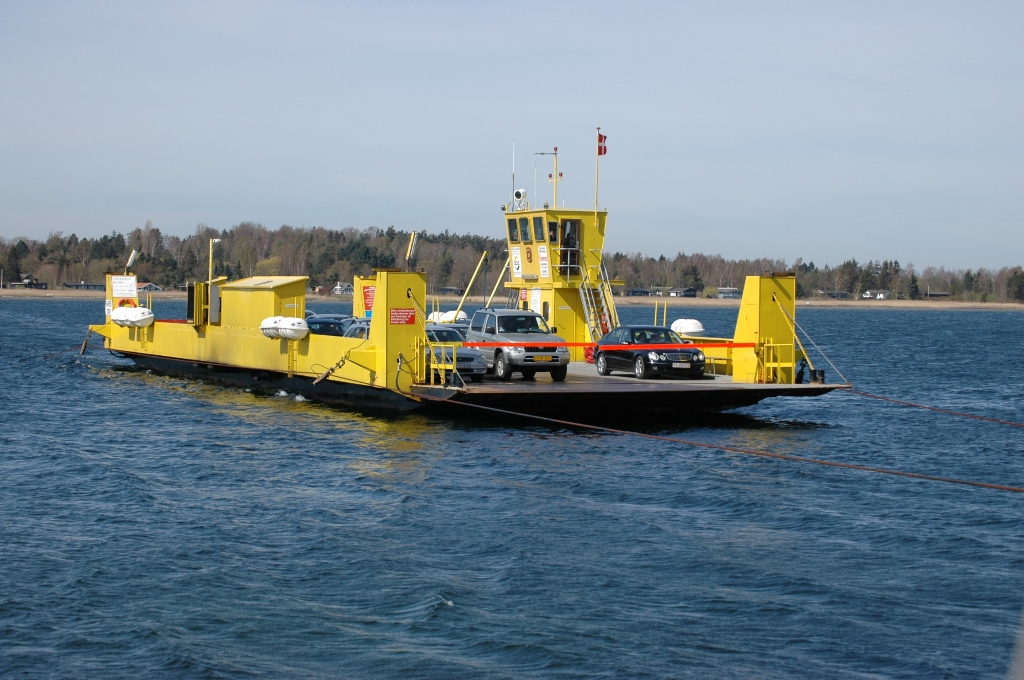
Tàu phà dây cáp của Orø ở Hammerbakke

Orø là 1 đảo nhỏ của Đan Mạch, nằm trong vịnh hẹp Isefjorden, ở phía tây đảo Zealand. Đảo có diện tích 14 km², với 893 cư dân sống trong 4 làng là: Bybjerg, Brønde, Gamløse và Næsby. Trên đảo cũng có khoảng 1200 nhà nghỉ hè.
Về hành chính, trước kia Orø là 1 thị xã riêng thuộc tỉnh hạt Holbæk; nhưng sau cuộc cải cách hành chính năm 2007 Orø trực thuộc thị xã Holbæk.
Về giao thông, có tuyến tàu phà từ Holbæk tới Brønde trên đảo Orø (mất 30 phút). Cũng có tuyến tàu phà dây cáp ở Hammer Bakker tại Hornsherred tới Østreløb (mất 6 phút).